# Molops
Molops là một chi bọ cánh cứng bản địa của châu Âu và Cận Đông.